# 加納村 (埼玉県)
加納村（かのうむら）は、埼玉県北足立郡にあった村。現在の桶川市東部にあたり、1955年に桶川町と合併し廃止した。

## 地理
- 河川
  - 元荒川
  - 赤堀川
  - 高野戸川
  - 綾瀬川

### 隣接していた自治体
（括弧内は現在の自治体）
- 鴻巣市（鴻巣市）
- 北足立郡
  - 桶川町（桶川市）
  - 上平村（上尾市）
  - 伊奈村（伊奈町）
  - 北本宿村（北本市）
- 南埼玉郡
  - 蓮田町（蓮田市）
  - 菖蒲町（久喜市）

## 歴史
- もとは江戸期より存在した加納村であった[1][2]。地名の由来は、深井荘の追加開墾地である加納田の略によるもの[3]。
- 時期不明（寛永年間） - 加納村が上加納村と下加納村に分村した[1]。
- 1874年（明治7年） - 足立郡に所属する上加納村と下加納村が合併し、加納村となる[3]。
- 1879年（明治12年） - 北足立郡に所属する[3]。
- 1889年（明治22年）4月1日 - 町村制施行に伴い、加納村・坂田村・篠津村・五町台村・舎人新田・小針領家村・倉田村が合併し、加納村となる[3]。旧村は加納村の大字となる。
- 1955年（昭和30年）1月1日 - 桶川町と合併し、桶川町となる[4]。大字は桶川町に継承された。

## 経済

### 産業
農業
『大日本篤農家名鑑』によれば、加納村の篤農家は本木、甘楽、加藤、野本、野本、高山、増田、秋山、野本などがいた。

## 地域

### 教育

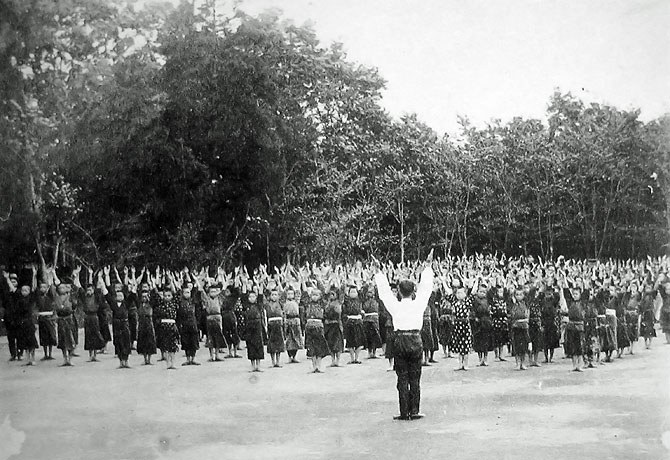
加納尋常高等小学校の校庭で合同体操をしている様子（1914年）

- 加納村立加納小学校
- 加納村立加納中学校[6]

### 大字
- 加納 - 上加納村と下加納村の合併により成立した加納村をその範囲とする。現在の大字加納と赤堀の一部。
  - 上加納村 - 加納天満宮が鎮守だった。
  - 下加納村 - 氷川神社が鎮守だった。
- 坂田 - 旧坂田村に相当。村役場が置かれた[3]。主な小字として細谷がある。現在の大字坂田と坂田東。
- 篠津 - 旧篠津村に相当。現在の大字篠津と赤堀の一部。
- 五町台 - 旧五町台村に相当。五丁台・五町薹など表記に揺れがある。現在の大字五丁台と赤堀の一部。
- 舎人新田 - 旧舎人新田に相当。1620年頃、下加納村の住人である舎人が護摩堂沼を干拓し成立した新田開発地である。舎人新田に存在する小字は護摩堂沼のみである。現在の大字舎人新田と赤堀の一部。
- 小針領家 - 旧小針領家村に相当。現在の大字小針領家。
- 倉田 - 旧倉田村に相当。明星院の寺領だった。現在の大字倉田。

## 神社、寺院
加納村に限ったことではないが古い時代には神社を中心に集落が作られていた。
- 氷川天満神社（上加納村と下加納村の合併のときに二つの村の加納天満宮と氷川神社を合社した。）
- 多気比売神社
- 光照寺 - 埼玉県指定天然記念物である推定樹齢約500年のコウヤマキがある[7]。
- 医光寺 - 桜が寄生する大イチョウがある[8]。
- 医王院（現在の加納小学校は開校当初はここで授業を行っていた[3]。）
- 明星院

## 出身・ゆかりのある人物
- 加藤睦之介（衆議院議員、埼玉県会議員、大宮市長） - 坂田出身[9]。

## 関連文献
- 「上加納村 下加納村」『新編武蔵風土記稿』 巻ノ150足立郡ノ15、内務省地理局、1884年6月。NDLJP:763999/89。